# Långsjötjärnen, Västerbotten
Långsjötjärnen är en sjö i Skellefteå kommun i Västerbotten och ingår i Åbyälven-Byskeälvens kustområde. Sjön har en area på 0,272 kvadratkilometer och ligger 73 meter över havet. Sjön avvattnas av vattendraget Långsjöbäcken.

## Delavrinningsområde
Långsjötjärnen ingår i det delavrinningsområde (722597-174970) som SMHI kallar för Mynnar i Tåmträsket. Medelhöjden är 74 meter över havet och ytan är 2,73 kvadratkilometer. Räknas de 4 avrinningsområdena uppströms in blir den ackumulerade arean 20,55 kvadratkilometer. Långsjöbäcken som avvattnar avrinningsområdet har biflödesordning 2, vilket innebär att vattnet flödar genom totalt 2 vattendrag innan det når havet efter 14 kilometer. Avrinningsområdet består mestadels av skog (83 procent). Avrinningsområdet har 0,27 kvadratkilometer vattenytor vilket ger det en sjöprocent på 10 procent.